# 道の駅紀宝町ウミガメ公園
道の駅紀宝町ウミガメ公園（みちのえき きほうちょうウミガメこうえん）は、三重県南牟婁郡紀宝町井田にある国道42号の道の駅である。

## 概要
1993年（平成5年）、道の駅制度の創設時に三重県内の道の駅飯高駅・道の駅菰野とともに第1回の登録を受けた。登録時点では未開業となっていたが、当時の紀宝町がウミガメの飼育棟・資料館を整備して登録と同じ1993年に開業した。2005年（平成17年）には別棟の物産館が開業。現在、日本の道の駅で唯一ウミガメの保護・飼育（水族館併設）を行っている施設である。このほか、2021年に閉館した志摩マリンランド（三重県志摩市阿児町）からケヅメリクガメを無償で譲渡された。
また、当道の駅の公式TwitterやYouTubeではウミガメと飼育員との様子が動画で公開されており、その様子がインターネット上で話題になるケースが出ている。
2024年（令和6年）3月20日には防災機能強化が完了し、完成式が執り行われた。

## 主な施設
- 駐車場
  - 普通車：46台
  - 大型車：5台
- トイレ
  - 男：大 5器（3器）、小 7器（6器）
  - 女：9器（6器）
  - 身障者用：1器（1器）

※（）内は24時間使用可能

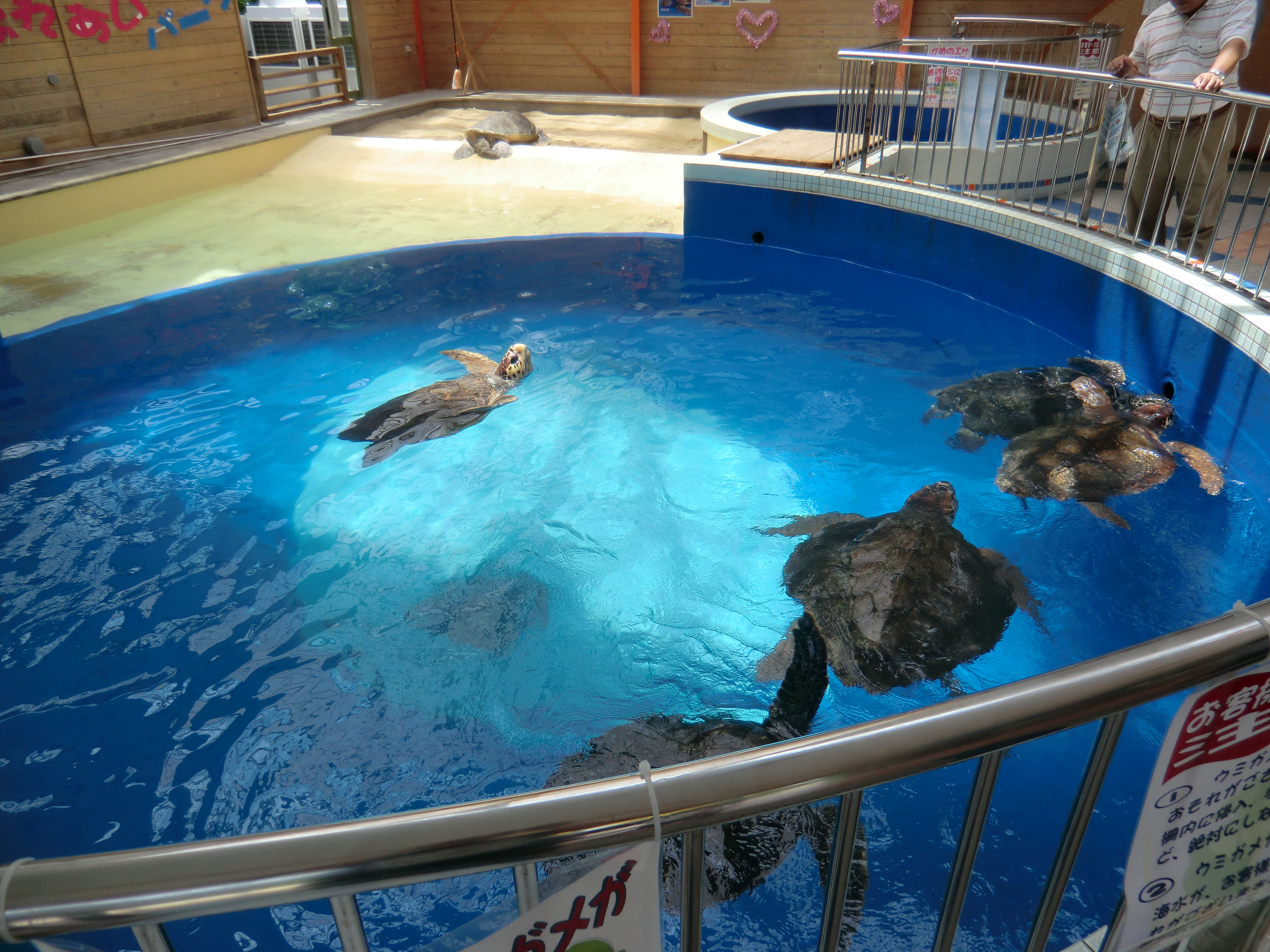
ウミガメプール

- 物産館（8:30 - 19:00、11月から2月は18時まで）
  - 売店（1階）
  - 休憩所・情報提供コーナー（1階）
  - たこ焼きコーナー（1階、10:00 - 18:00）
  - レストラン（2階、8:30 - 15:00） - ウミガメをモチーフとしたカレーがメニューとして提供されている[1]。
  - 展望テラス（3階）
- ウミガメ水族館（9:00 - 18:00、入館料は無料）[1]
  - ウミガメ飼育館
  - ウミガメ資料館（アンテナショップ併設）
- ドッグラン

### 管理団体
- 設置者：紀宝町
- 指定管理者：有限会社ウミガメフーズ[2][5]

## 休館日
- 年中無休

## アクセス
- 国道42号 - 登録路線

## 周辺
- 七里御浜
  - 井田海岸
- 飛雪の滝